# Protocoelocrania
Protocoelocrania là một chi bọ cánh cứng trong họ Chrysomelidae.
Chi này được miêu tả khoa học năm 1931 bởi Laboissiere.

## Các loài
Chi này gồm các loài:
- Protocoelocrania facialis (Jacoby, 1899)